# 朱志鵬
朱志鵬（1970年12月25日—2018年4月2日），生於台灣雲林縣，曾任中華民國任務型國民大會代表，畢業於國立臺北工專機械工程科，中華民國空軍儀隊退伍。
學生時期曾在家扶中心擔任課輔老師，為弱勢家庭之子進行學業輔導。曾在多部電影中參與演員（配角），較著名如民國79年的浴火鳳凰等。
民國94年由中國民眾黨黨內提名通過，參選國民大會，並當選國大代表。在該屆國民大會中，屬於贊成修憲派。